# Bucznik (Beskid Niski)
Bucznik (519 i 519 m) – góra na północnym skraju Beskidu Niskiego.
Wyraźnie izolowany masyw Bucznika zaliczany jest formalnie do Pasma Magurskiego. Stanowi ostatnie większe wzniesienie w grzbiecie odgałęziającym się od Świerzowej przez Trzy Kopce w kierunku północno-wschodnim. Od wschodu ogranicza go głęboka, przełomowa dolina Wisłoki, a od południa – dolinka jej lewobrzeżnego dopływu, spływającego na wschód przez Brzezową. Od zachodu ogranicza go dolinka potoku Szczawa (również dopływ Wisłoki), a ku północy jego stoki opadają ku Pogórzu Jasielskiemu w rejonie wsi Samoklęski. Z Trzema Kopcami łączy go jedynie niski grzbiet tworzący dość szerokie siodło (ok. 385 m n.p.m.), przez które przechodzi lokalna droga z Mrukowej do Brzezowej.

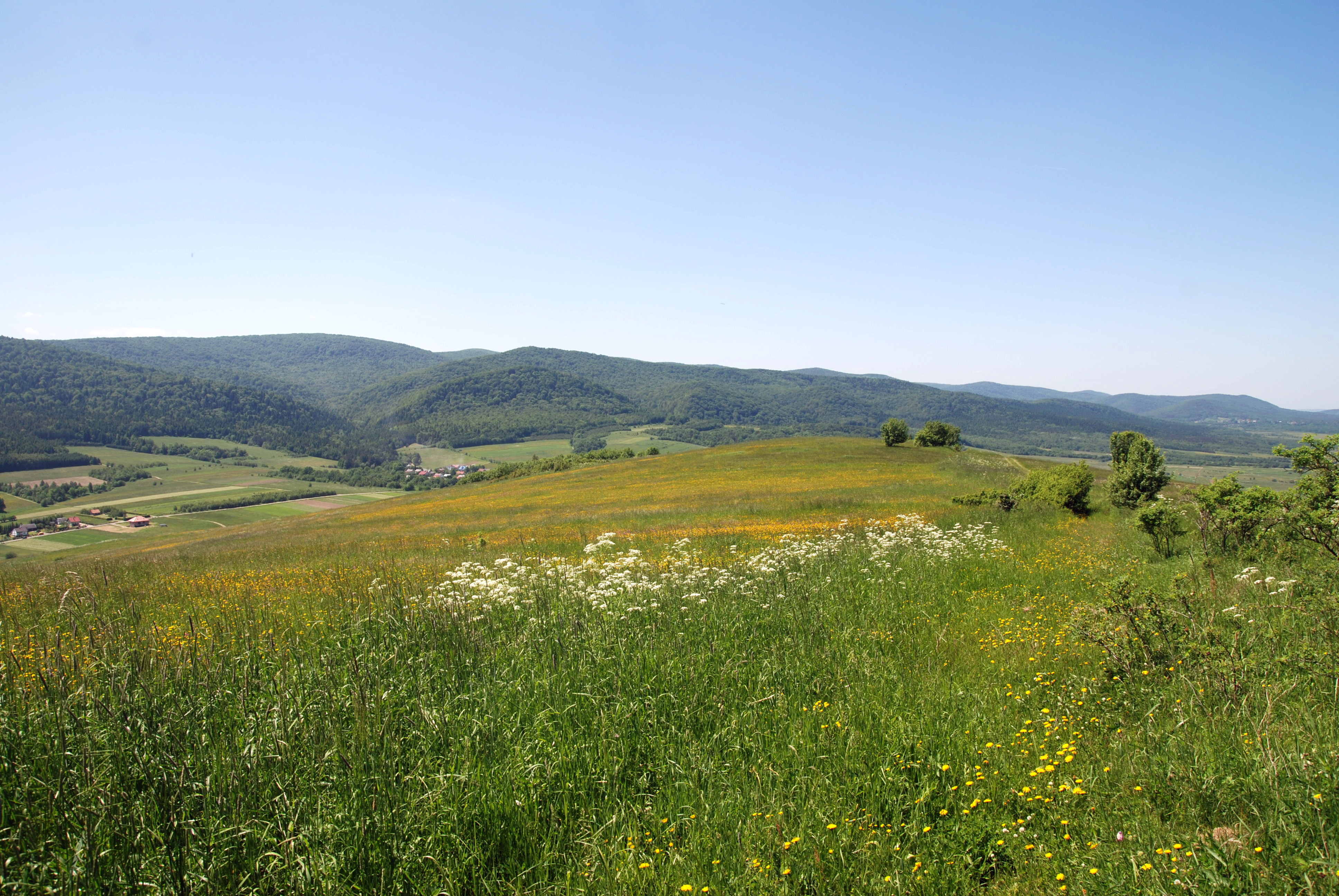
Widok w kierunku zachodnim
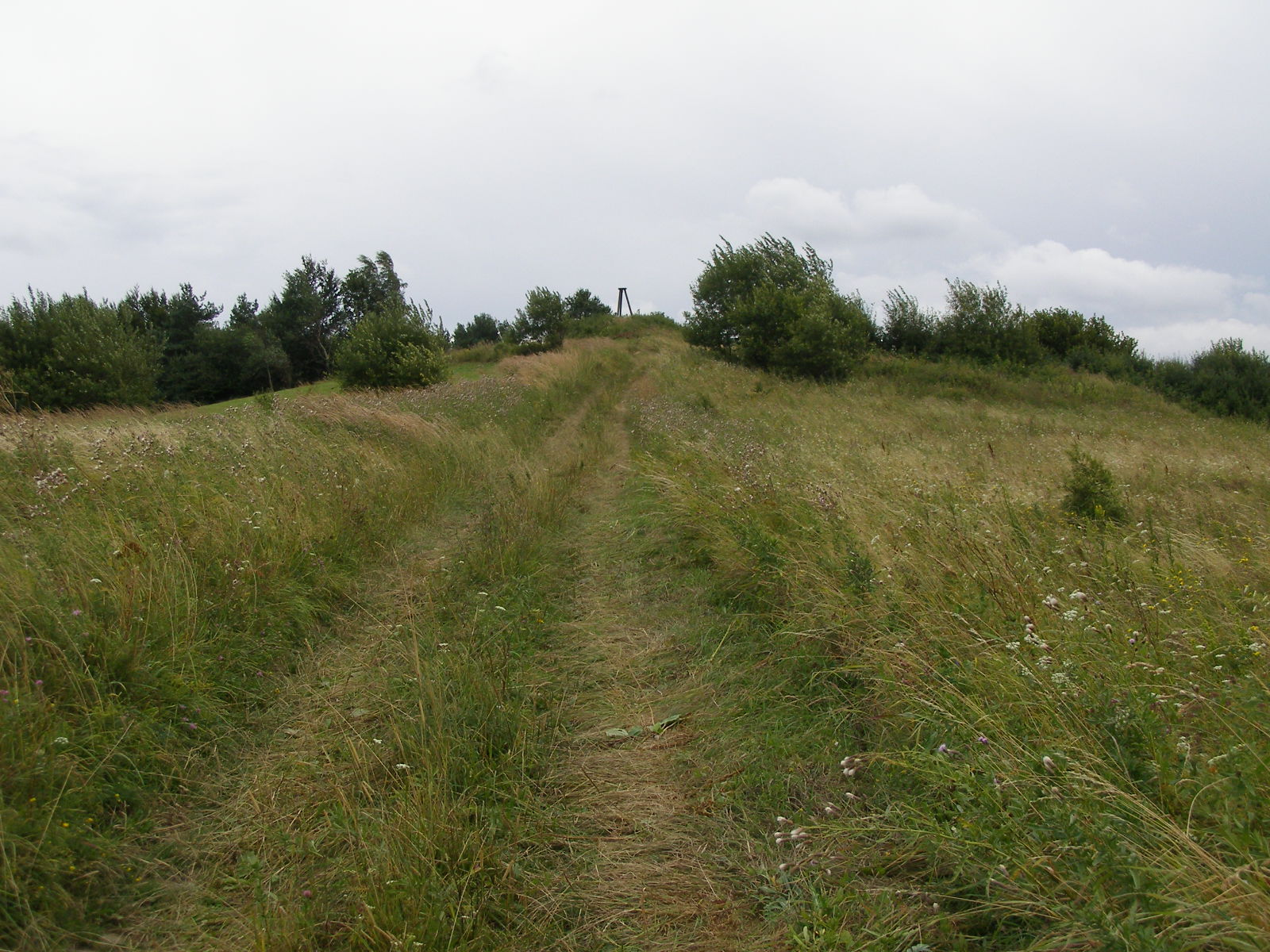

Masyw jest dość wyraźnie rozciągnięty w osi wschód – zachód i w tej linii leżą również jego dwie kulminacje o wysokościach 519 i 519 m odległe od siebie o ok. 600 m. Ich wysokości w różnych źródłach są podawane zamiennie: 518 lub 519 m n.p.m. (w starszych źródłach nawet 510 m n.p.m.). Podobna niejednoznaczność występuje z nazwami: niektóre źródła nazwą „Bucznik” oznaczają wschodnią kulminacją, natomiast zachodnią nazywają „Pagórkiem”. Stoki masywu są strome, mocno rozczłonkowane dolinkami drobnych cieków wodnych.
Północne stoki masywu są porośnięte lasem, natomiast południowe w większości pokrywają łąki i pastwiska, a nawet pola, które do niedawna sięgały aż po zachodnią kulminację góry. Ze szczytu ładne widoki w kierunku południowym i zachodnim, na zalesione grzbiety Magury Wątkowskiej.
Przez obie kulminacje Bucznika przechodzi znakowany szlak turystyczny:
- na odcinku Folusz – Mrukowa – Bucznik – Nowy Żmigród[1].